# Piercarlo Ghinzani
 Piercarlo Ghinzani  va ser un pilot de curses automobilístiques italià que va arribar a disputar curses de Fórmula 1.
Va néixer el 16 de gener del 1952 a Riviera d'Adda, Llombardia, Itàlia.

## A la F1
Piercarlo Ghinzani va debutar a la cinquena cursa de la temporada 1981 (la 32a temporada de la història) del campionat del món de la Fórmula 1, disputant el 17 de maig del 1981 el G.P. de Bèlgica al circuit de Zolder.
Va participar en un total de cent onze curses puntuables pel campionat de la F1, disputades en vuit temporades no consecutives (1981 i 1983 - 1989), aconseguint una cinquena posició com millor classificació en una cursa i assolí dos punts pel campionat del món de pilots.

## Resultats a la Fórmula 1
| Any  | Equip                    | Xassís   | Motor      | 1       | 2         | 3       | 4       | 5         | 6         | 7         | 8         | 9       | 10      | 11      | 12      | 13      | 14      | 15      | 16      | Posició | Punts |
| ---- | ------------------------ | -------- | ---------- | ------- | --------- | ------- | ------- | --------- | --------- | --------- | --------- | ------- | ------- | ------- | ------- | ------- | ------- | ------- | ------- | ------- | ----- |
| 1981 | Osella Squadra Corse     | Osella   | Ford       | O.USA   | BRA       | ARG     | SMR     | BEL 13    | MON NVQ   | ESP       | FRA       | GBR     | ALE     | AUT     | HOL     | ITA     | CAN     | LVG     |         | -       | 0     |
| 1983 | Osella Squadra Corse     | Osella   | Ford       | BRA NVQ | O.USA NVQ | FRA NVQ |         |           |           |           |           |         |         |         |         |         |         |         |         | -       | 0     |
| 1983 | Osella Squadra Corse     | Osella   | Alfa Romeo |         |           |         | SMR NVQ | MON NVQ   | BEL Ret   | E.USA Ret | CAN NVQ   | GBR Ret | ALE Ret | AUT 11  | HOL NVQ | ITA Ret | EUR Ret | SUD Ret |         | -       | 0     |
| 1984 | Osella Squadra Corse     | Osella   | Alfa Romeo | BRA Ret | SUD NVS   | BEL Ret | SMR NVQ | FRA 12    | MON 7     | CAN Ret   | E.USA Ret | USA 5   | GBR 9   | ALE Ret | AUT Ret | HOL Ret | ITA 7   | EUR Ret | POR Ret | 19è     | 2     |
| 1985 | Osella                   | Osella   | Alfa Romeo | BRA 12  | POR 9     | SMR NC  |         |           |           |           |           |         |         |         |         |         |         |         |         | -       | 0     |
| 1985 | Osella                   | Osella   | Alfa Romeo |         |           |         | MON NVQ | CAN Ret   | E.USA Ret | FRA 15    | GBR Ret   | ALE     |         |         |         |         |         |         |         | -       | 0     |
| 1985 | Toleman Group Motorsport | Toleman  | Hart       |         |           |         |         |           |           |           |           |         | AUT NVS | HOL Ret | ITA NVS | BEL Ret | EUR Ret | SUD Ret | AUS Ret | -       | 0     |
| 1986 | Osella                   | Osella   | Alfa Romeo | BRA Ret | ESP Ret   | SMR Ret | MON NVQ | BEL Ret   | CAN Ret   | E.USA Ret | FRA Ret   |         | ALE Ret | HUN Ret |         | ITA Ret | POR Ret | AUS Ret |         | -       | 0     |
| 1986 | Osella                   | Osella   | Alfa Romeo |         |           |         |         |           |           |           |           | GBR Ret |         |         |         |         |         |         |         | -       | 0     |
| 1986 | Osella                   | Osella   | Alfa Romeo |         |           |         |         |           |           |           |           |         |         |         | AUT 11  |         |         | MEX Ret |         | -       | 0     |
| 1987 | Ligier Loto              | Ligier   | Megatron   | BRA     | SMR Ret   | BEL 7   | MON 12  | E.USA Ret |           |           |           |         |         |         |         |         |         |         |         | -       | 0     |
| 1987 | Ligier Loto              | Ligier   | Megatron   |         |           |         |         |           | FRA Ret   | GBR DSQ   | ALE Ret   | HUN 12  | AUT 8   | ITA 8   | POR Ret | ESP Ret | MEX Ret | JPN 13  | AUS Ret | -       | 0     |
| 1988 | Zakspeed                 | Zakspeed | Zakspeed   | BRA NVQ | SMR Ret   | MON Ret | MEX 15  | CAN 14    | E.USA NVQ | FRA DSQ   | GBR NVQ   | ALE 14  | HUN NVQ | BEL Ret |         |         |         |         |         | -       | 0     |
| 1988 | Zakspeed                 | Zakspeed | Zakspeed   |         |           |         |         |           |           |           |           |         |         |         | ITA Ret | POR NVQ | ESP NVQ | JPN NVQ | AUS Ret | -       | 0     |
| 1989 | Osella Squadra Corse     | Osella   | Ford       | BRA NVQ | SMR NVQ   | MON NVQ | MEX NVQ | USA NVQ   | CAN NVQ   | FRA NVQ   | GBR NVQ   | ALE NVQ | HUN Ret | BEL NVQ | ITA NVQ | POR NVQ | ESP Ret | JPN NVQ | AUS Ret | -       | 0     |

### Resum
| Curses:  | Victòries: | Pòdiums: | Poles: | Voltes ràpides: | Punts: |
| -------- | ---------- | -------- | ------ | --------------- | ------ |
| 111 (76) | 0          | 0        | 0      | 0               | 2      |